# Dark Matter (serie de televisión)
Dark Matter es una serie televisiva de ciencia ficción canadiense creada por Joseph Mallozzi y Paul Mullie, basada en el cómic homónimo. La serie está desarrollada por Prodigy Pictures en asociación con el canal Space. Fue adquirida por Syfy para su distribución internacional.

## Argumento
Un grupo de seis personas se despierta en cápsulas de estasis con amnesia a bordo de la nave espacial Raza. No tienen recuerdos de quiénes son ni de sus vidas antes de despertar, por lo que asumen los nombres del Uno al Seis, el orden en el que dejaron la estasis. Estabilizan su embarcación y tratan de descubrir sus identidades y lo que les sucedió.

## Reparto y personajes

### Principal
- Marc Bendavid como Uno / Jace Corso / Derrick Moss.
- Melissa O'Neil como Dos / Rebecca / Portia Lin.
- Anthony Lemke como Tres / Marcus Boone.
- Alex Mallari Jr. como Cuatro / Ryo Tetsuda / Ryo Ishida.
- Jodelle Ferland como Cinco / Das / Emily Kolburn.
- Roger Cross como Seis / Griffin Jones.
- Zoie Palmer como La androide.
- Melanie Liburd como Nyx Harper.

### Recurrentes
- David Hewlett como Tabor Calchek.
- Andrew Jackson como el General.
- Jeff Teravainen como el teniente Anders.
- Torri Higginson como comandante Delaney Truffault.
- Wil Wheaton como Alex Rook.
- Kris Holden-Ried como el inspector Kyle Kierken.

### Invitados
- Amanda Brugel como Keeley.
- Ruby Rose como Wendy.
- Natalie Brown como Sarah.
- Jessica Sipos como Tash.
- Jon Cor como Vons.
- Conrad Pla como Kane.
- Enis Esmer como Wexler.
- Kerr Hewitt como sargento Voss.

## Episodios
| Temporada | Temporada | Episodios | Estados Unidos      | Estados Unidos           |
| Temporada | Temporada | Episodios | Comienzo            | Final                    |
| --------- | --------- | --------- | ------------------- | ------------------------ |
|           | 1         | 13        | 12 de junio de 2015 | 28 de agosto de 2015     |
|           | 2         | 13        | 1 de julio de 2016  | 16 de septiembre de 2016 |
|           | 3         | 13        | 9 de junio de 2017  | 25 de agosto de 2017     |

## Producción
El rodaje para la primera temporada comenzó en Toronto, Canadá, el 9 de enero de 2015, y concluyó el 20 de mayo de 2015.
El 1 de septiembre de 2015, Syfy renovó Dark Matter para una segunda temporada. Chris Regina, vicepresidente sénior de estrategia de SyFy, dijo que "con su premisa misteriosa y sus personajes fascinantes, Dark Matter ha construido una base de aficionados increíblemente leal, apasionada y comprometida. Esperamos una nueva temporada fuera de este mundo a partir de este talentoso equipo creativo." La producción de la segunda temporada comenzó el 9 de diciembre de 2015, y acabó el 6 de mayo de 2016. La tercera temporada comenzó la producción el 18 de noviembre de 2016. Syfy no renovó la serie para una cuarta temporada

## Emisión
Dark Matter se estrenó en Syfy en los Estados Unidos y Canadá el mismo día. En España se estrenó el 15 de junio de 2015 en el canal Syfy.

## Recepción
El estreno de la serie tuvo 273.000 espectadores durante la noche en el canal Space en Canadá, y 1,28 millones de espectadores para su estreno en el canal Syfy en los Estados Unidos.